# Molandier
Molandier település Franciaországban, Aude megyében. Lakosainak száma 251 fő (2022. január 1.). Molandier Mazères, Belpech, Fajac-la-Relenque, La Louvière-Lauragais, Mézerville és Gibel községekkel határos.

## Népesség
A település népessége az elmúlt években az alábbi módon változott:
| Lakosok száma | 345  | 256  | 218  | 213  | 232  | 237  | 237  | 242  | 245  | 251  |
|               | 1968 | 1982 | 1990 | 2006 | 2013 | 2015 | 2017 | 2019 | 2020 | 2022 |